# Ли Къцян
Ли Къцян (на китайски: 李克强) е китайски политик, премиер на Китайската народна република от 2013 до 2023 г.

## Биография
Ли Къцян е роден на 1 юли 1955 г. в Хъфей, провинция Анхуей. Баща му е бил местен чиновник в Анхуей. Ли завършва гимназия през 1974 г. по време на Културната революция и е изпратен за селски труд в окръг Фенянг, Анхуей, където се присъединява към комунистическата партия на Китай и се превръща в партиен ръководител на местен производствен екип. Ли отказва предложението на баща си да го подготвя за ръководството на местната партийна партия и влиза в Юридическия факултет на Пекинския университет, където получава магистърска степен по право и става президент на студентския съвет. Получава докторска степента по философия и икономика през 1995 г., а видният икономист Ли Ининг е негов научен ръководител. Докторската му дисертация е отличена с наградата Sun Yefang – най-високата награда на Китай в областта на икономиката.
Умира на 27 октомври 2023 г. от сърдечен удар.

## Политическа дейност
През 1983 – 1985 г. заема длъжността началник на отдел „Комунистически младежки съюз на Китай по въпросите на образованието“, като изпълнява длъжността изпълнителен секретар на Всекитайския съюз на студентите, както и като член на секретариата на Централния комитет на Съюза на комунистическата младеж на Китай. През 1985 – 1993 г. е член на Секретариата на Централния комитет на Комунистическия съюз на китайската младеж, заместник-председател на Всекитайската младежка федерация. От 1988 до 1995 г. учи в магистърската програма на Икономическия институт в Пекинския университет, където получава докторска степен по икономика. През септември – ноември 1991 г. учи в Централното партийно училище към ЦК на ККП. От март 1993 г. до юни 1998 г. е първи секретар на Секретариата на Централния комитет на Комунистическия съюз на младежта на Китай от 13-о събрание. През 1993 – 1998 е член на комисията по вътрешни работи и правосъдието на осмото НПК. Впоследствие той е класиран като „туанпай“ – неформална асоциация в рамките на ККП, състояща се от бивши функционери на китайския комсомол.
Ли е привърженик на икономическите реформи. Той е оценен високо за  това, че допринася Китай да излезе сравнително невредим от световната финансова криза. По принцип се изказва за „мирно присъединяване“ на Тайван към Китай.

## Отношения с България
Ли се среща с българския президент Румен Радев по време на посещението на президента в Китай през юни 2019 г. Преди това двамата се срещат по време на посещението на Ли в България през юли 2018 г. – първото посещение на китайски премиер в България от 18 години.

## Личен живот
Ли Къцян е женен за Ченг Хонг, която е професор в Столичния университет по икономика и бизнес в Пекин. Имат една дъщеря.

## Награди
- Орден на Пакистан (2013)[10]